# Enrique Colina
Enrique Colina (27 de abril de 1944, La Habana - 27 de octubre de 2020, La Habana) fue un director y crítico de cine cubano. Se graduó como licenciado en Lengua y Literatura Hispánicas y Francesas en la Universidad de La Habana. Su labor principal dentro del cine cubano ha sido en la realización de documentales, siendo el año 2003 el de su debut en largometrajes de ficción con Entre Ciclones. Su labor como crítico de cine comenzó en el año 1968, siendo conductor por varios años de un programa sobre cine transmitido en Cuba (24 x Segundo). Realizó varios reportajes sobre festivales de cine en distintos países y ha impartido cursos y talleres en varias universidades sobre realización de cine.  Fue  profesor de la Escuela Internacional de Cine y TV de San Antonio de los Baños.

## Filmografía
- Estética (1984), Documental - 11 minutos
- Vecinos (1985), Documental - 16 minutos
- Jau (1986), Documental - 23 minutos
- Chapucerías (1986) - Documental, 11 minutos
- El unicornio (1978) – Documental, 17 minutos
- El rey de la selva (1991) – Documental, 11 minutos
- Entre ciclones (2003) – Ficción, 112 minutos
- La Vaca de Mármol (Ubre Blanca) (2013) - Documental, 49 minutos